# XRCO награда за изпълнителка на годината
XRCO наградата за изпълнителка на годината (на английски: XRCO Award Female Performer of the Year) е порнографска награда, която се присъжда на най-добре представилата се през годината порноактриса и се връчва заедно с останалите награди на XRCO на церемонията, провеждана ежегодно в Лос Анджелис, щата Калифорния, САЩ.

## Носителки на наградата

### 1980-те
| Година | Носителка    | Номинирани |
| ------ | ------------ | ---------- |
| 1984   | Джинджър Лин |            |
| 1985   | Джинджър Лин |            |

### 1990-те
| Година | Носителка        | Номинирани |
| ------ | ---------------- | ---------- |
| 1990   | Тори Уилис       |            |
| 1995   | Лийна            |            |
| 1996   | Джули Ештън      |            |
| 1997   | Миси             |            |
| 1998   | Джил Кели        |            |
| 1999   | Стейси Валънтайн |            |

### 2000-те
| Година | Носителка     | Номинирани                                                       |
| ------ | ------------- | ---------------------------------------------------------------- |
| 2000   | Инари Веш     |                                                                  |
| 2001   | Джуъл Ди'Найл |                                                                  |
| 2002   | Джуъл Ди'Найл |                                                                  |
| 2003   | Беладона      |                                                                  |
| 2004   | Ашли Блу      | Аурора Сноу Беладона Девин Лейн Тейлър Рейн                      |
| 2005   | Лорън Финикс  | Савана Семсън Ариана Джоли Джесика Дрейк Катя Касин              |
| 2006   | Ники Хънтър   | Одри Холандър Джеси Джейн Мелиса Лорен Сандра Ромейн Флауър Тучи |
| 2007   | Хилари Скот   | Тори Лейн Джена Хейз Съни Лейн Джиана                            |
| 2008   | Саша Грей     | Сторми Даниълс Бриана Лов Джиана Хилари Скот                     |
| 2009   | Джена Хейз    | Саша Грей Алексис Тексас Ребека Линарес Джианна Майкълс          |

### 2010-те
| Година | Носителка                                                                    | Номинирани                                                                              |
| ------ | ---------------------------------------------------------------------------- | --------------------------------------------------------------------------------------- |
| 2010   |                                                                              | Алексис Тексас Джена Хейз Кристина Роуз Боби Стар                                       |
| 2011   | Аса Акира Грейси Глам Анди Сан Димас Алексис Тексас                          |                                                                                         |
| 2012   |                                                                              | Шанел Престън Джена Хейз Кристина Роуз Анди Сан Димас Боби Стар                         |
| 2013   | Лекси Бел Лили Картър Скин Даймънд Бруклин Лий Шанел Престън Джейда Стивънс  |                                                                                         |
| 2014   |                                                                              | Аника Олбрайт Аса Акира Бони Ротън Скин Даймънд Райли Рийд Шанел Престън Джейда Стивънс |
| 2015   |                                                                              | Ей Джей Апългейт Адриана Чечик Бони Ротън Дани Даниълс Райли Рийд Джейда Стивънс        |
| 2016   |                                                                              | Аника Олбрайт Ей Джей Апългейт Картър Круз Роми Рейн Дани Даниълс Райли Рийд Вики Чейс  |
| 2017   | Меган Рейн Ей Джей Апългейт Анджела Уайт Кийша Грей Абела Дейнджър Вики Чейс |                                                                                         |